# Xinjie (köpinghuvudort i Kina, Zhejiang Sheng, lat 30,19, long 120,33)
Xinjie är en köpinghuvudort i Kina. Den ligger i provinsen Zhejiang, i den östra delen av landet, omkring 17 kilometer öster om provinshuvudstaden Hangzhou. Antalet invånare är 66 009. Befolkningen består av 32 884 kvinnor och 33 125 män. Barn under 15 år utgör 14,0 %, vuxna 15-64 år 77 %, och äldre över 65 år 8,0 %.
Runt Xinjie är det tätbefolkat, med 613 invånare per kvadratkilometer. Närmaste större samhälle är Hangzhou, 20,0 km nordväst om Xinjie. Runt Xinjie är det i huvudsak tätbebyggt.
Genomsnittlig årsnederbörd är 1 869 millimeter. Den regnigaste månaden är juni, med i genomsnitt 328 mm nederbörd, och den torraste är november, med 74 mm nederbörd.